# Joost Koning
Joost Koning, né le 3 avril 1996 à Amsterdam, est un acteur néerlandais.

## Filmographie

### Cinéma
- 2012 : Bellicher: Cel : Kees Bellicher
- 2013 : Roffa (nl) : Koji Tuinfoord
- 2015 : Boy 7 : Boy 2
- 2015 : Michiel de Ruyter : Kees
- 2016 : Eng : Nick
- 2018 : Gelukzoekers (nl) : Wesley

### Téléfilms
- 2010-2013 : VRijland (nl) (saison 1,2 et 3) : Timon Spoor
- 2011 : Verborgen Verhalen (nl) : Marcus
- 2012-2015 : Penoza (nl) (saison 2) : Koen
- 2013 : 20 leugens, 4 ouders en een scharrelei (nl) : Jim
- 2013 : Bellicher : Kees Bellicher (série télévisée, 5 épisodes)
- 2014 : Moordvrouw : Karsten
- 2014 : Flikken Maastricht : Mark